# Yucca yucatana
Yucca yucatana (englischer Trivialname: Tropical Yucca) ist eine Pflanzenart der Gattung der Palmlilien (Yucca) in der Familie der Spargelgewächse (Asparagaceae).

## Beschreibung
Yucca yucatana wächst solitär und bildet einen Stamm von 6 bis 8 Meter Höhe. Die variablen Laubblätter sind 30 bis 50 cm lang; sie sind grün und an den Rändern braun gefärbt.
Die Blütezeit reicht von August bis Oktober. Der in den Blättern beginnende, dicht verzweigte, kurze Blütenstand wird 0,4 bis 0,6 Meter hoch. Die hängenden, glockigen, weißen bis cremefarbenen Blüten weisen eine Länge von 3 bis 4 cm und einen Durchmesser von etwa 2 cm auf.

## Vorkommen
Yucca yucatana ist in Mexiko, Belize und Guatemala in tropischen Regionen bis in Höhenlagen von 2100 m verbreitet. Diese Art ist kaum bekannt und selten in den Sammlungen zu finden.

## Systematik
Diese Art ist ein Vertreter der Sektion Yucca Serie Yucca, jedoch geographisch isoliert. Yucca yucatana ist verwandt mit Yucca elephantipes.
Die Erstbeschreibung durch den amerikanischen Botaniker Georg Engelmann unter dem Namen Yucca yucatana ist 1873 veröffentlicht worden.
Das Artepitheton yucatana wurde nach dem Staat Yucatán in Mexiko, einer der Lokalitäten dieser Art, ausgewählt.

## Bilder
Yucca yucatana:

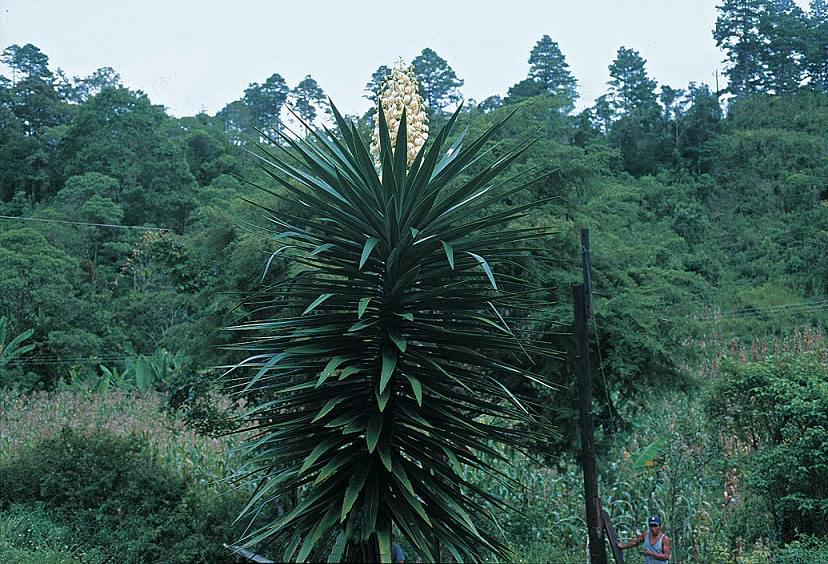
In tropischen Regionen in Mexiko
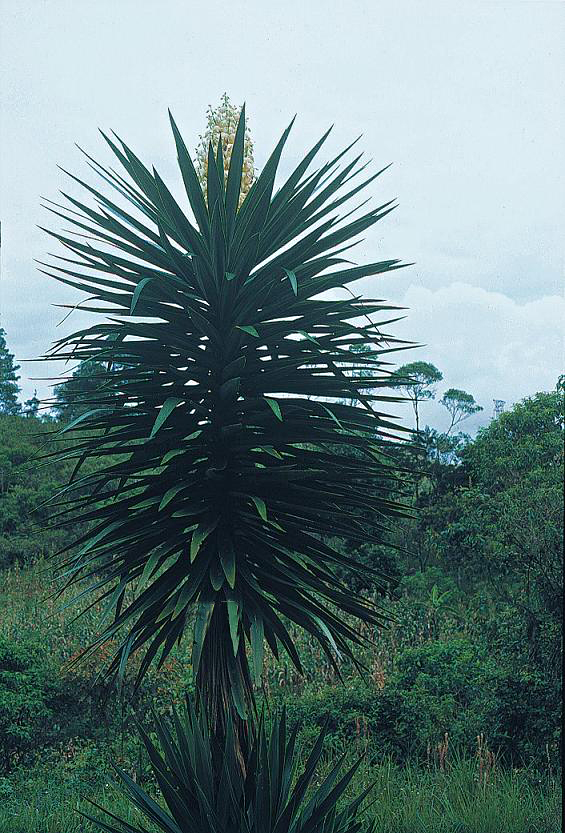
Mit Blütenstand im Herbst in Mexiko